# Tom Kimber-Smith
Tom Kimber-Smith, né le 1er novembre 1984 à Ascot, est un pilote automobile britannique.

## Biographie
Il participe au championnat T Cars en 2000 et finit champion.
Après une saison en Formule Ford en 2001, il participe au championnat de Grande-Bretagne de Formule Ford en 2002 et 2003, année où il finit 1er au classement.
Par la suite, il concourt dans la Formule 3 Euro Series 2004 puis dans le championnat de Grande-Bretagne de Formule Renault en 2005.
L'année 2006 le voit piloter dans le British GT Championship et participer aux 24 Heures du Mans 2006.
La suite de sa carrière s'orientera alors dans l'endurance, avec des saisons passées en Le Mans Series où il finit champion en 2011 en catégorie LMP2, Rolex Sports Car Series, European Le Mans Series et plus récemment en championnat du monde d'endurance FIA.
En 2015, il participe au championnat United SportsCar Championship.
Il comptabilise 6 participations aux 24 Heures du Mans, dont trois où il finit premier de la catégorie dans laquelle il concourait.

## Palmarès
- Champion 2001 du championnat T Cars.

- Champion 2003 du championnat de Grande-Bretagne de Formule Ford.

- Champion 2011 des Le Mans Series en catégorie LMP2.

## Résultats aux24 Heures du Mans
| Année | Équipe               | Équipiers                       | Voiture              | Classe | Tours | Pos.  | Class Pos. |
| ----- | -------------------- | ------------------------------- | -------------------- | ------ | ----- | ----- | ---------- |
| 2006  | Team LNT             | Lawrence Tomlinson Richard Dean | Panoz Esperante GTLM | GT2    | 321   | 15e   | 1er        |
| 2007  | Team LNT             | Danny Watts Tommy Milner        | Panoz Esperante GTLM | GT2    | 60    | Abd   | Abd        |
| 2011  | Greaves Motorsport   | Karim Ojjeh Olivier Lombard     | Zytek Z11SN-Nissan   | LMP2   | 326   | 8e    | 1er        |
| 2012  | Starworks Motorsport | Enzo Potolicchio Ryan Dalziel   | HPD ARX-03b          | LMP2   | 354   | 7e    | 1er        |
| 2013  | Greaves Motorsport   | Alexander Rossi Eric Lux        | Zytek Z11SN-Nissan   | LMP2   | 307   | 23 rd | 10e        |
| 2014  | Caterham Racing      | Chris Dyson Matthew McMurry     | Zytek Z11SN-Nissan   | LMP2   | 329   | 25e   | 11e        |